# Христианство в Италии
Христианство в Италии — самая распространённая религия в стране.
По данным исследовательского центра Pew Research Center в 2010 году в Италии проживало 51,55 млн христиан, которые составляли 85,1 % населения этой страны. Энциклопедия «Религии мира» Дж. Г. Мелтона оценивает долю христиан в 2010 году в 80,5 % (47,5 млн верующих).
Крупнейшим направлением христианства в стране является католицизм. В 2000 году в Италии действовало 32,4 тыс. христианских церквей и мест богослужения, принадлежащих 175 различным христианским деноминациям.
Помимо итальянцев, христианами также являются большинство живущих в стране немцев, греков, французов, американцев, украинцев, македонцев, румын, испанцев, тиграи, цыган и др.
По состоянию на 2015 год три итальянские церкви (баптистов, методистов и вальденсов) входили во Всемирный совет церквей. Консервативные евангельские церкви страны объединены в Итальянский евангельский альянс, связанный со Всемирным евангельским альянсом.